# Samuel Blixen
Samuel José Andrés Blixen Claret (Montevideo, 29 de agosto de 1867 - Ib., 22 de mayo de 1909) fue un escritor, dramaturgo, periodista y docente uruguayo.

## Biografía
Sus padres fueron Samuel Andrés Blixen y María Claret. Cursó estudios superiores en la Universidad de Montevideo (antiguo nombre de la Universidad de la República) en la carrera Filosofía y Letras. Luego de obtener la licenciatura dio clases de literatura española en esa institución, donde años después ocupó la cátedra de literatura.
En 1889 contrajo matrimonio con María Carolina Ramírez Muñoz quien era hija del también abogado y político José Pedro Ramírez.
Fue periodista y columnista de distintos periódicos montevideanos como El Siglo, La Tribuna Popular, El Día y La Razón. Tradujo y escribió obras teatrales y también se dedicó a la crítica de ese género en los diarios con los cuales colaboró.
Fundó y dirigió el semanario Rojo y Blanco, cuyo primer número apareció el 17 de junio de 1900.
Como ensayista se dedicó particularmente a los estudios sobre literatura, en el cual destacan obras como Estudio compendiado de literatura contemporánea publicado en dos volúmenes en 1894 y Prolegómenos de literatura. Su producción teatral comenzó con el drama Ajena y posteriormente escribió las comedias Primavera, Verano, Otoño e Invierno y otras piezas como Frente a la muerte. En 1892 publicó el libro Desde mi butaca, en el cual recopiló algunas de sus mejores crónicas teatrales.
Tuvo participación a nivel político y cumplió funciones como secretario de la Cámara de Representantes desde 1899 hasta el año de su fallecimiento.

## Obra

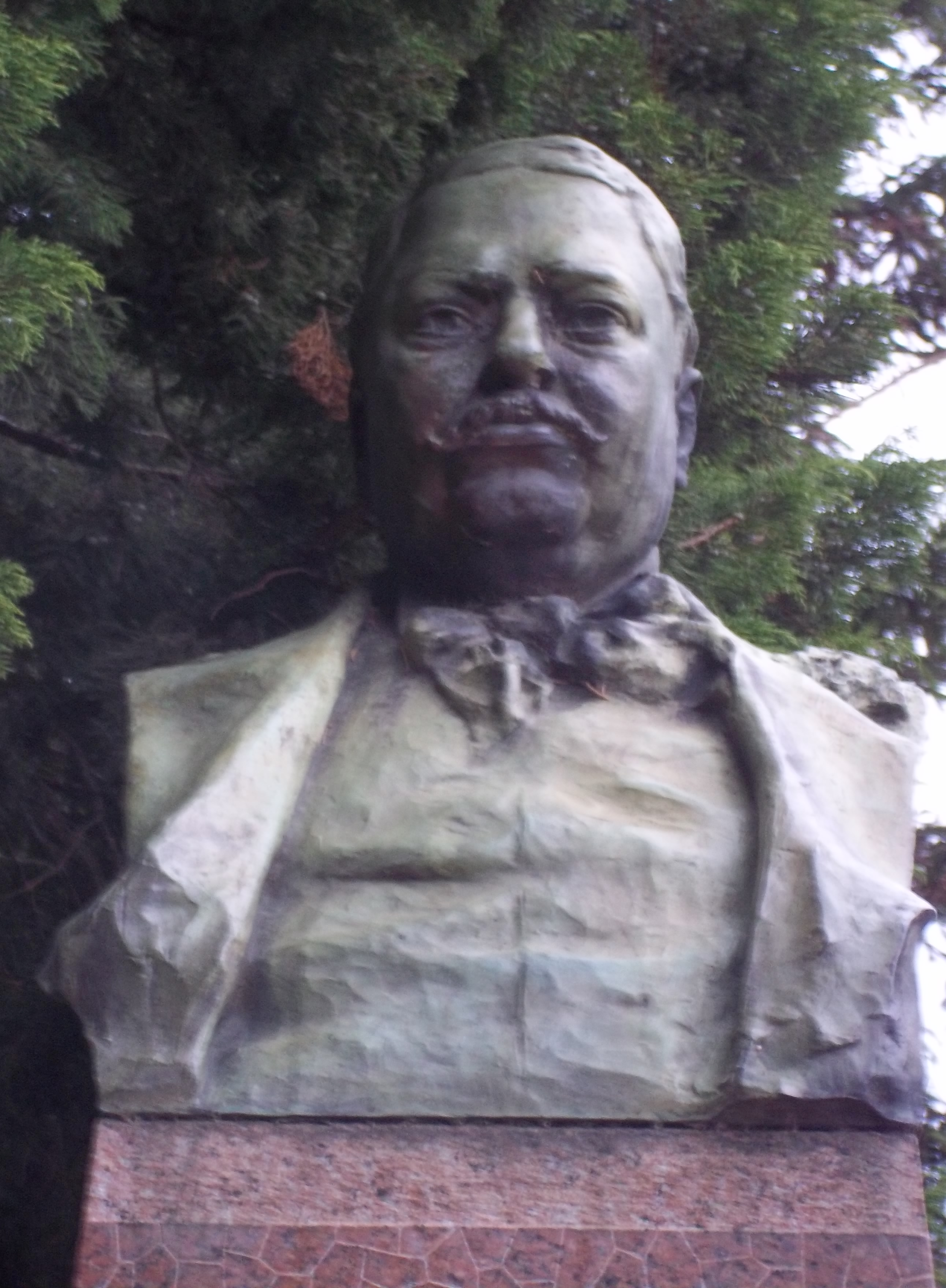
Estatua de Samuel Blixen ubicada en el Parque Rodó (Montevideo). Obra del escultor uruguayo Carlos Oliva Navarro (1888 - 1951).

### Ensayos
- Cobre Viejo (colección de Artículos, editado en casa de Vázquez Cores, Dornaleche y Reyes, Montevideo. 1890)
- Prolegómenos de literatura e historia compendiada de las literaturas de oriente desde su origen hasta el IV siglo de nuestra era (editor A. Barreiro y Ramos. Librería Nacional, Imprenta Artística de Dornaleche y Reyes, Montevideo. 1892)
- Estudio compendiado de la literatura contemporánea Tomo I (editor Dornaleche y Reyes, Montevideo 1894)
- Estudio compendiado de la literatura contemporánea Tomo II (editor Dornaleche y Reyes, Montevideo 1894)
- Leyendas guaraníes: Impresiones, tradiciones, anécdotas (junto a Oriol Solé Rodríguez. Dornaleche y Reyes. 1902)
- Sangre de hermanos (junto a Ángel Adami. Talleres A. Barreiro y Ramos, Montevideo, 1905)[2]
- Casos, dichos y anécdotas. Florilegio del ingenio rioplatense (editor A. Barreiro y Ramos, Montevideo. 1909)

### Teatro
- Un cuento del Tío Marcelo: Boceto teatral en un acto (librería de Vázquez Cores, Dornaleche y Reyes. 1891)
- Frente a la muerte: Obra teatral en un acto (Impr. Artística. 1892)
- Jauja: Cuento de hadas en tres actos (1895)
- Primavera: "Scherzo" teatral en un acto (La Razón. 1896)